# Uomo con pipa appoggiato a un tavolo
Uomo con pipa appoggiato a un tavolo (Homme fumant la pipe) è un dipinto a olio su tela (91 x 72 cm) realizzato tra il 1890 ed il 1892  dal pittore Paul Cézanne. È conservato nel Museo Puškin di Mosca.